# Luigi Di Costanzo
Luigi Di Costanzo, född 5 februari 1982 i Neapel, är en italiensk vattenpolospelare. Han ingick Italiens landslag vid olympiska sommarspelen 2008. Han spelar för Canottieri Napoli.
Di Costanzo spelade sju matcher i herrarnas turnering i vattenpolo vid olympiska sommarspelen 2008 i Peking där Italien blev nia.
Di Costanzo ingick i det italienska laget som tog silver i vattenpoloturneringen vid medelhavsspelen 2005.